# Festival Europeu de Cinema Fantástico de Estrasburgo

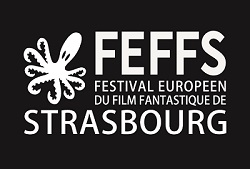
Logo do festival

O Festival Europeu de Cinema Fantástico de Estrasburgo (FECFE) (em francês: Festival Européen du Film Fantastique de Strasbourg (FEFFS)), é um festival de cinema anual realizado em Estrasburgo, na França, que se concentra em apresentar filmes de fantasia, ficção científica e terror. O festival acontece anualmente no mês de setembro desde 2008, e deriva do Spectre Film Festival, que foi criado em 2005 pela organização Les Films du Spectre.
Os apresentadores notáveis que passaram pelo festival incluem Tobe Hooper, Lamberto Bava, Catherine Breillat, Marina De Van, Ruggero Deodato, Lucky McKee, Agnès Merlet, Caroline Munro, Philippe Nahon, Brian Yuzna, Roger Corman, Mick Garris e George A. Romero.
Além disso, desde 2009, o festival começa com a Grande Caminhada de Zumbis de Estrasburgo, tornando-se um dos maiores da Europa, com cerca de 4.000 participantes em 2014.

## História

### Hammer Film Festival
Em 2006, a organização Les Films du Spectre decidiu organizar o Hammer Film Festival, que girava em torno do trabalho da produtora de filmes britânica Hammer Film Productions. Para esta ocasião, os cinemas STAR em Estrasburgo projetaram algumas cópias originais em 35 mm da Hammer, como The Curse of Frankenstein, Brides of Dracula, The Gorgon, The Reptile, Dracula, Quatermass and the Pit e The Mummy. Além disso o roteirista da Hammer, Jimmy Sangster foi convidado para apresentar alguns dos filmes.

### Spectre Film Festival
Com o sucesso do Hammer Film Festival, a organização decidiu renovar a experiência, em 2007, mas com o nome de Spectre Film Festival. Desta vez, o festival focou em filmes de ficção científica dos anos 1950 até 1980, com projeções de space operas, filmes de ficção científica japoneses, filmes do Jack Arnold e filmes de ficção científica social. Além disso, algumas das projeções estiveram disponíveis em 3D, como Creature from the Black Lagoon.
O programa do festival incluiu filmes como Forbidden Planet, Plan 9 from Outer Space, Starcrash, Planet of the Apes, Invasion of the Astro-Monster e The War in Space. Esta edição contou com mais convidados, com a presença de François Schuiten, Benoît Peeters, Luigi Cozzi, Jean Pierre Berthome e Jean Alessandrini.

### Criação do Festival Europeu de Cinema Fantástico de Estrasburgo
Em 2008, o festival se integrou à Federação dos Festivais Europeus de Cinema Fantástico (FFECF) (em inglêsː European Fantastic Film Festivals Federation (EFFFF)) como um membro aderente e mudou seu nome para Festival Europeu de Cinema Fantástico de Estrasburgo. Além de suas habituais exibições, o festival adicionou duas competições, uma entre curta-metragens europeus e outra entre longa-metragens europeus. O festival convidou Lamberto Bava, Caroline Munro, Philippe Nahon e Jean-François Rauger para serem o primeiro júri do festival. Durante esta edição, o festival prestou homenagem ao trabalho de Ray Harryhausen, com várias exibições.
Em 2009, o festival manteve um formato semelhante ao do ano anterior. Durante esta edição, o júri foi composto de Ruggero Deodato, Jean-Jacques Bernard, Marina de Van e o seu presidente, Roger Corman. Além disso, para esta segunda edição, o Festival Europeu de Cinema Fantástico de Estrasburgo organizou uma retrospectiva do trabalho de George Frangu e comemorou o aniversário de 20 anos de Alien, de Ridley Scott.

### Associação com a Federação dos Festivais Europeus de Cinema Fantástico

#### Terceira edição
Em 2010, o Festival Europeu de Cinema Fantástico de Estrasburgo se tornou um membro afiliado à Federação dos Festivais Europeus de Cinema Fantástico, permitindo-lhe realizar uma competição Méliès d'Argent (Méliès de Prata). Este prêmio nomeia um longa e um curta-metragem para a competição Méliès d'Or (Méliès de Ouro), que é realizada durante o Festival de Cinema de Sitges. Este ano o júri foi constituído por Brian Yuzna, Manlio Gomarasca, Axelle Carolina e Alexandre O. Philippe. O tema desta terceira edição girava em torno do trabalho de Val Lewton, do cinema popular italiano da década de 1960 e do aniversário de 30 anos de Star Wars Episódio 2. O filme Buried, que ganhou o primeiro Méliès d'Argent de Estrasburgo, ganhou também este ano o Méliès d'Or.

#### Quarta edição
A quarta edição do festival foi marcada pela presença de George A. Romero como presidente do júri. O trabalho de Romero, bem como os de Tod Browning e Edgar Wallace, foram celebrados durante o festival com a exibição de seus principais filmes. Além disso, Ben Templesmith e Jean-Baptiste Thoret se juntaram a Romero para formar o júri e diretores como Lucky McKee, Keith Wright e Matti Bye foram convidados para participar como convidados especiais.

#### Quinta edição
Em 2012, o festival continuou crescendo, com um número ainda maior de dias, exibições e convidados. O tema deste ano foi o mundo pós-apocalíptico mostrado nos trabalhos de Michael Powell e Emeric Pressburger. O júri foi composto por Mick Garris, Pierre Bordage, Alan Jones e Agnès Merlet (vencedor do Méliès de Prata de 2011).
Além disso, muitas equipes de filmagem foram convidadas, como Colin Trevorrow, Johannes Roberts, Juan Carlos Medina, Zack Parker, Alexandre O. Philippe, Boris Rodriguez, Robin Entreinger, Justin Benson, Aaron S. Moorhead, Juan Martinez Moreno e Ryan Andrews.

#### Sexta edição
Em 2013, o tamanho do festival aumentou mais uma vez, com a adição de mais sessões especiais, mais filmes crossovers, uma nova categoria de documentários, etc... Além disso, durante esta 6ª edição, o festival conseguiu obter uma estreia internacional, três estreias europeias (Proxy de Zach Parker, All Cheerleaders Die de Lucky McKee e Machete Kills de Robert Rodriguez) e numerosas estreias francesas. Neste ano, a retrospectiva girou em torno de King Kong e El Santo. O júri dos filmes foi composto por Lucky McKee (vencedor do Polvo de Ouro de 2011) como presidente, Travis Stevens, Carlos Areces, Julien Gester e Tomas Lemarquis.
Outros convidados notáveis incluem Xan Cassavetes, Marina de Van, Sianoa Smit-McPhee, Anna Mouglalis, Zach Parker e Bobby Boermans.
Um novo concurso de videogames independentes, chamado de Indium Game Contest, também foi realizado durante o Festival Europeu de Cinema Fantástico de Estrasburgo de 2013.

#### Sétima edição
Para a sétima edição, Tobe Hooper presidiu o júri, pela ocasião do 40º aniversário do The Texas Chain Saw Massacre. Os outros membros do júri foram Juan Martinez Moreno e Xavier Palud. Como de costume, uma parte do festival foi dedicada aos filmes anteriores, com a primeira retrospectiva sobre o tema de "Sympathy for the Devil" e a segunda com foco no trabalho de Tobe Hooper.
Os convidados notáveis desta edição foram Ana Lily Amirpour, Leigh Janiak, Till Kleinert, Pau Esteve Birba, Xavier Palud, Fabrice du Welz, Steve Oram e Helena Noguerra.
Outros eventos incluíram uma exibição ao ar livre de Ghostbusters, que foi realizada na frente de 2.000 pessoas ao pé da Catedral de Estrasburgo, em razão do 30º aniversário do filme, além de um concerto de cinema mudo de Faust e de uma master class realizada por Tobe Hooper, etc...
O Indium Game Contest teve sua segunda edição durante esta sétima edição do Festival Europeu de Cinema Fantástico de Estrasburgo, com uma seleção de 18 videogames independentes.

## Prêmios

### 2008
Filmes de longa-metragem
- Polvo de Ouro para o melhor filme europeu fantástico: Vinyan de Fabrice Du Welz (França)
- Menção especial do júri: Shiver de Isidro Ortiz (Espanha)
- Prêmio do público para o melhor filme europeu fantástico: The Substitute de Ole Bornedal (Dinamarca)

Filmes de curta-metragem
- Polvo de Ouro para o melhor curta-metragem europeu fantásticoː Scary de Martijn Hullegie (Países Baixos)
- Menção especial do júri: L'insomniaque de Mathieu Mazzoni (França)
- Prêmio do público para o melhor curta-metragem europeu fantástico: Scary de Martijn Hullegie (Países Baixos)
- Prêmio do Júri Estudantil para o melhor curta-metragem europeu fantástico: Cold And Dry de Kristoffer Joner (Noruega)

### 2009
Filmes de longa-metragem
- Polvo de Ouro para o melhor filme europeu fantástico: Moon de Duncan Jones (Reino Unido)
- Menção especial do júri: The Children de Tom Shankland (Reino Unido)
- Prêmio do público para o melhor filme europeu fantástico: Dead Snow de Tommy Wirkola (Noruega)

Filmes de curta-metragem
- Méliès de Prata para o melhor curta-metragem europeu fantásticoː Full Employment de Thomas Oberlies e Mathias Vogel (Alemanha)
- Prêmio do público para o melhor curta-metragem europeu fantásticoː Full Employment de Thomas Oberlies e Mathias Vogel (Alemanha)
- Prêmio do Júri Estudantil para o melhor curta-metragem europeu fantásticoː The Knot de Kjersti Steinsbø (Noruega)

### 2010
Filmes de longa-metragem
- Méliès de Prata para o melhor filme europeu fantástico: Buried de Rodrigo Cortés (Espanha)
- Menção especial do júri: Zwart Water de Elbert van Strien (Países Baixos)
- Prêmio do público para o melhor filme europeu fantástico: Buried de Rodrigo Cortés (Espanha)

Filmes de curta-metragem
- Méliès de Prata para o melhor curta-metragem europeu fantástico: Mr Foley de D.A.D.D.Y (Irlanda)
- Prêmio do público para o melhor curta-metragem europeu fantástico: Mr Foley de D.A.D.D.Y (Irlanda)
- Prêmio do Júri Estudantil para o melhor curta-metragem europeu fantástico: Fard de David Alapont e Luis Briceno (França)

### 2011
Filmes de longa-metragem
- Polvo de Ouro para o melhor filme internacional fantástico: TheWoman de Lucky McKee (EUA)
- Méliès de Prata para o melhor filme europeu fantástico: Hideaways de Agnès Merlet (Irlanda)
- Menção especial do júri: Vampire de Shunji Iwai (EUA, Japão)
- Prêmio do público para o melhor filme europeu fantástico: The Woman de Lucky McKee (Espanha)

Filmes de curta-metragem
- Polvo de Ouro para o melhor curta-metragem internacional fantásticoː Bear de Nash Edgerton (Austrália)
- Méliès de Prata para o melhor curta-metragem europeu fantásticoː La Femme à Cordes de Vladimir Mavounia-Kouka (França, Bélgica)
- Prêmio do público para o melhor curta-metragem europeu fantástico: Legend of the Beaver Dam de Jérome Sable (Canadá)
- Prêmio do Júri Estudantil para o melhor curta-metragem europeu fantástico: Legend of the Beaver Dam de Jérome Sable (Canadá)

Filmes de curta-metragem feitos na França
- Seppia price: L'Attaque du Monstre Géant Suceur de Cerveaux de l'Espace de Guillaume Rieu (França)

### 2012
Filmes de longa-metragem
- Polvo de Ouro para o melhor filme internacional fantásticoː Sound of My Voice de Zal Batmanglij
- Meliès de Prata para o melhor filme europeu fantástico: Painless de Juan Carlos Medina
- Menção especial do júri: Excision de Richard Bates Jr.
- Prêmio do público para o melhor filme internacional fantástico: Grabbers de Jon Wright

Filmes de curta-metragem
- Polvo de Ouro para o melhor curta-metragem internacional fantástico: The Last Bus de Ivana Laucikova e Martin Snopek
- Méliès de Prata para o melhor curta-metragem europeu fantástico: The Bird Spider (La Migala) de Jaime Dezcallar
- Prêmio do Júri Estudantil para o melhor curta-metragem internacional fantástico: The Last Bus de Ivana Laucikova e Martin Snopek
- Prêmio do público para o melhor curta-metragem internacional fantástico: The Bird Spider (La Migala) de Jaime Dezcallar
- Menção Especial para o melhor curta-metragem internacional fantástico: A Curious Conjunction Of Coincidences de Jost Reijmers

Filmes de curta-metragem feitos na França
- Prêmio do Júri para o melhor curta-metragem francês fantástico: Le Vivier de Sylvia Guillet
- Menção especial para o curta-metragem francês fantástico: The Island Keeper de Aude Cabannes, Julien Malot e Charlotte Pipet.

### 2013
Filmes de longa-metragem
- Polvo de Ouro para o melhor filme internacional fantástico: Kiss of the Damned de Xan Cassavetes[18]
- Meliès de Prata para o melhor filme europeu fantástico: Borgman de Alex van Warmerdam
- Menção especial do júri: Dark Touch de Marina de Van
- Prêmio do público para o melhor filme internacional fantástico: Uma História de Amor e Fúria de Luiz Bolognesi

Filmes de curta-metragem
- Polvo de Ouro para o melhor curta-metragem internacional fantástico: Yardbird de Michael Spiccia
- Méliès de Prata para o melhor curta-metragem europeu fantástico: No tiene gracia de Carlos Violadé
- Prêmio do Júri Estudantil para o melhor curta-metragem internacional fantástico: No tiene gracia de Carlos Violadé
- Prêmio do público para o melhor curta-metragem internacional fantástico: Yardbird de Michael Spiccia
- Menção especial para o melhor curta-metragem internacional fantástico: The Hunt de Spencer Estabrooks

Filmes de curta-metragem feitos na França
- Prêmio do Júri para o melhor curta-metragem francês fantástico: The Things They Left Behind de Guillaume Heulard e Stépahen Valette
- Prêmio do Júri para o melhor curta-metragem de animação: Prgy-Skok de Leonid Shmelkov

Indium Game Contest
- Octopix para o melhor jogo terminado: Elemental4l de i-illusions
- Octopix para o melhor jogo em produção: Pathogen de Zach Bonn

### 2014
Filmes de longa-metragem
- Polvo de Ouro para o melhor internacional de cinema fantásticoː White God de Kornél Mundruczó[19]
- Meliès de Prata para o melhor filme europeu fantástico: Cannibal de Manuel Martín Cuenca
- Menção Especial: Alleluia de Fabrice du Welz
- Prêmio do público para o melhor filme internacional fantástico: Housebound de Gerard Jonhstone.

Filmes de curta-metragem
- Polvo de Ouro para o melhor curta-metragem internacional fantástico: The Landing de Josh Tanner
- Méliès de Prata para o melhor curta-metragem europeu fantástico: Robotics de Jasper Bazuin
- Prêmio do Júri Estudantil para o melhor curta-metragem internacional fantástico: Ceremony for a Friend de Kaveh Ebrahimpour
- Prêmio do público para o melhor curta-metragem internacional fantástico: Robotics de Jasper Bazuin
- Menção Especial para o melhor curta-metragem internacional fantástico: Ceremony for a Friend de Kaveh Ebrahimpour
- Prêmio do Júri para o melhor curta-metragem de animação: La Bête de Vladimir Mavounia-Kouka

Filmes de curta-metragem feitos na França
- Prêmio do Júri para o melhor curta-metragem francês fantástico: Shadow de Lorenzo Recio

Indium Game Contest
- Octopix para o melhor jogo: The Coral Cave
- Menção Especial do Júri: Savage - The Shard of Gozen

## Cerimônias de abertura e encerramento
Desde 2008, o festival programa cerimônias de abertura e encerramento, que geralmente consistem numa estreia de filmes europeus. Os filmes foram:
- 2008: Hellboy 2 de Guillermo del Toro e Death Race de Paul W. S. Anderson
- 2009: Esther de Jaume Collet-Serra e Trick 'r Treat de Michael Dougherty
- 2010: The Last Exorcism de Daniel Stamm e Kaboom de Gregg Araki
- 2011: Super de James Gunn e Tucker & Dale vc Evil de Eli Craig
- 2012: Robot & Frank de Jake Schreier e Safety Not Guaranteed de Colin Trevorrow
- 2013: We Are What We Are de Jim Mickle e Machete Kills de Robert Rodriguez
- 2014: These Final Hours de Zak Hilditch e Predestination dos irmãos Spierig

## Outras atividades ao redor do festival
Desde o seu início, o festival celebra alguns dos mais famosos diretores e sagas de filmes fantásticos, como Aliens, King Kong e Romero "da Série Dead", através de exposições, retrospectivas, palestras e oficinas.
Em 2009, foi organizada a primeira Grande Caminhada de Zumbis de Estrasburgo, que marcou o início do festival. A caminhada reuniu algumas centenas de pessoas para o seu primeiro ano, mas rapidamente cresceu com mais de 3500 pessoas em 2012 e cerca de 4000 pessoas em 2014, tornando-a uma das maiores caminhadas de zumbis da Europa. Geralmente a caminhada é seguida pelo Bal des Zombies, durante o qual bandas como Daemonia e Mine Power Cosmic se apresentam.
Desde a quinta edição do festival uma "Nuit des Nanars" (em inglês: Noite dos filmes trash) é organizada. Durante este evento, de 3 a 4 filmes trash antigos são exibidos partir da meia-noite até a manhã seguinte. Alguns dos "Nanars" mostrados: King Kong vs. Godzilla, Yeti: Giant of the 20th Century, The Might Peking Man, Rats: Notte di Terrore, Vendetta dal futuro, etc. Durante a sétima edição do festival, o "Nuit des Nanars" foi excepcionalmente substituído pelo "Cannon TestosteroneFest", em que três filmes de ação da produtora independente The Cannon Group foram exibidos.
Além disso, alguns expositores, assim como um bar, formam a Village Fantastique, onde os visitantes podem conhecer outros fãs, assim como equipes de filmagem, membros do júri e alguns dos organizadores do festival.